# Paul Baender
Paul Baender (Katowice, 1906. november 30. – Berlin, 1985. december 18.) német politikus és sakkozó. Zsidó családba született, amikor a nácik hatalomra kerültek 1933-ban, Csehszlovákiába, Prágába menekült. 1937-ben emigrált a bolíviai La Paz-ba. Az 1939-es sakkolimpián már Bolívia színeiben vett rész. A második világháború után visszatért Kelet-Németországba és politizálni kezdett, 1950–1952. között a Német Demokratikus Köztársaságban minisztériumi államtitkár volt, majd koncepciós perbe fogták és tisztségétől megfosztották.